# Wederverkoper
Een wederverkoper of reseller is een verkoper van elders ingekochte diensten en producten, bijvoorbeeld op het vlak van software of webhosting.
Wederverkopers vormen een schakel tussen producenten of serviceaanbieders en eindgebruikers. De producten van wederverkopers kunnen onder een eigen merknaam worden verkocht, of onder de naam die de fabrikant voert.
In de computerbranche komt men ook de term Value Added Reseller (VAR) tegen, een wederverkoper die een meerwaarde toevoegt aan de oorspronkelijke producten. Dit betreft veelal zaken zoals onderhoud en assistentie met de installatie.